# Veglia (neurologia)

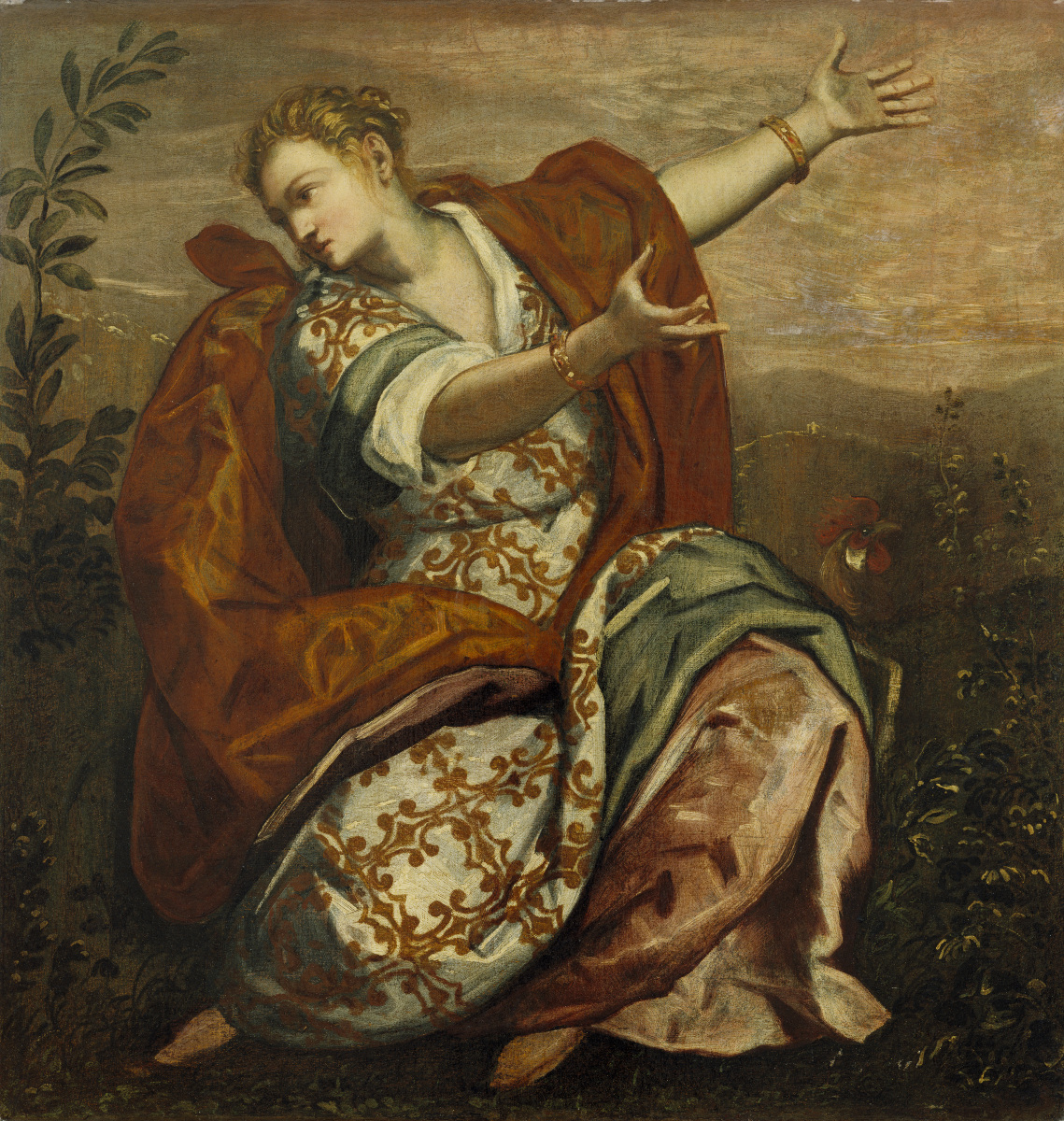
Allegoria della vigilanza, di Domenico Tintoretto, 1590, Birmingham Museum of Art, Birmingham

Lo stato di veglia o vigilanza è la condizione preliminare all'esercizio della coscienza, contrapposta all'incoscienza tipica del sonno.

## Storia
(Matteo 24:42-44)

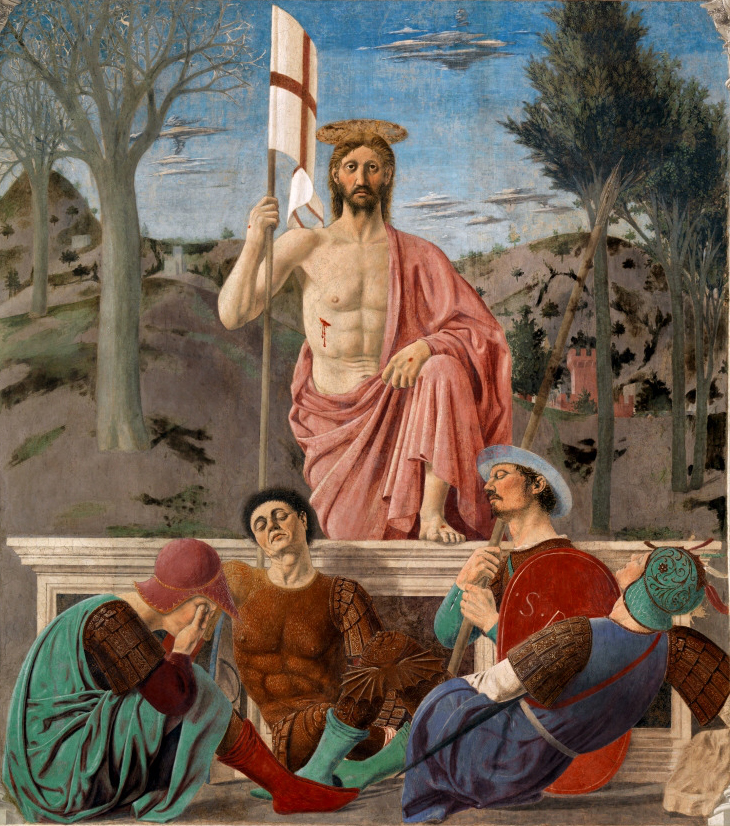
Resurrezione, di Piero della Francesca (1463), in cui emerge il tema della veglia, simboleggiata dal Cristo vivente, contrapposta alle sentinelle addormentate.

Il significato della veglia ha assunto particolare rilevanza in ambito religioso, dove si sottolinea l'esigenza di restare desti e presenti, per non divenire preda delle tentazioni del maligno che approfitta facilmente dei momenti di debolezza e addormentamento della coscienza.
Nel cristianesimo in particolare la veglia è associata alla luce, contrapposta alla negligenza e al torpore delle tenebre, contro cui è necessario lottare per evitare di farsi sorprendere dal nemico. Da qui la tradizione della veglia notturna, ad esempio pasquale, con cui si rinuncia simbolicamente al sonno della notte.
Anche la tradizione filosofica occidentale si è interessata alla coscienza di veglia, distinguendola dal sonno e dal sogno per il fatto che in essa si danno immagini e percezioni suscitati da esperienze sensibili, anziché da visioni oniriche; tuttavia solo la presenza attiva dell'Io, con la sua propria autocoscienza, garantisce che tali immagini non ricadano nella passività di un pensiero riflesso e automatico.
(Massimo Scaligero, Trattato del pensiero vivente, cap. 11, pp. 34-35, Roma, Tilopa, 1979)
La capacità paradossale di restare svegli persino quando si dorme si verifica nel fenomeno conosciuto come sogno lucido, al quale venivano educati ad esempio i discepoli delle scuole iniziatiche dell'antichità, tramite lo sviluppo di una sorta di reminiscenza, se non di consapevolezza desta, dei mondi sovrasensibili visitati durante la notte.

## Fisiologia
La vigilanza corrisponde ad un'attività tonica del sistema reticolare ascendente (rete neuronale a livello del tronco dell'encefalo), modulata dalla convergenza di afferenze sensitive e sensoriali multiple. Il sistema reticolare ascendente è il punto di afferenza di tutte le vie sensitive e sensoriali multiple, all'interno del quale esse vengono elaborate, determinando in seguito l'attivazione del cervello, che determina a sua volta lo stato di vigilanza. 
Non siamo sempre coscienti, in quanto buona parte della nostra vita la trascorriamo dormendo. Il sonno corrisponde non solo allo spegnimento dello stato di veglia (inibizione dell'attività del sistema reticolare ascendente), ma anche all'attivazione del sistema del sonno, il quale provvede a regolare lo svolgimento dell'attività cerebrale notturna, per cui il cervello non smette di funzionare neanche di notte.